# Rekidai Hōan

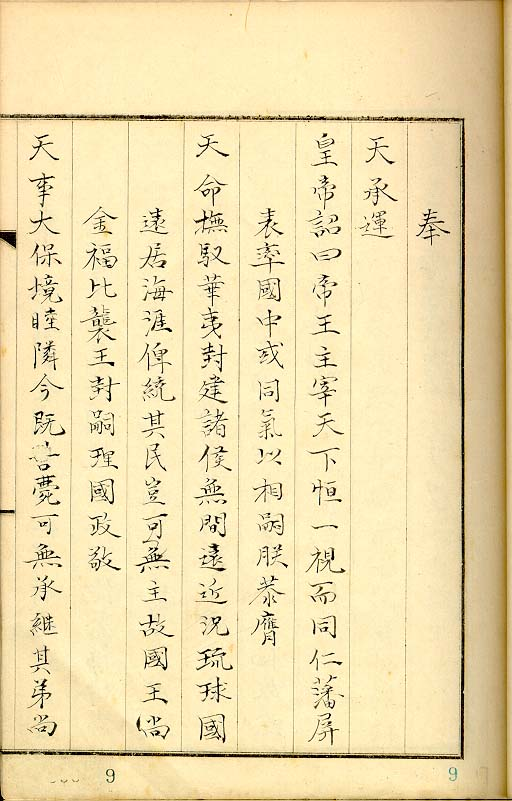
Rekidai Hōan

Le Rekidai Hōan (歴代宝案), Précieux Documents de Générations Successives, est une compilation officielle de documents diplomatiques du gouvernement royal du royaume de Ryūkyū. Couvrant la période allant de 1424 à 1867, il contient des comptes rendus, entièrement écrits en chinois, des communications entre Ryūkyū et dix partenaires commerciaux de cette période, détaillant également les cadeaux offerts en tribut. Les dix pays ou ports de commerce sont la Chine, la Corée, le Siam, Malacca, Palembang, Java, Sumatra, Pattani et Sunda Kelapa (Jakarta). Il y a 242 volumes au total, incluant quatre volumes de listes et quatre sections supplémentaires.
Les historiens pensent que les documents ont d'abord été formellement établis en 1697 à partir de documents conservés au palais Tempi de Naha. Certains documents sont déjà perdus à cette époque, et les copies contiennent des erreurs. On ne sait pas si les documents avaient été conservés séparément ou reliés auparavant.
La compilation est connue du public et exposée en 1932, quand elle est déplacée du sanctuaire Tenson (Okinawa) à Naha vers la bibliothèque de la préfecture d'Okinawa. Cette « première série » compilée en 1697 contient 49 volumes, mais en 1932 un certain nombre sont manquants ou gravement endommagés. Tous sont détruits lors de la bataille d'Okinawa de 1945. 
Des copies à l'université nationale de Taïwan et à l'université de Tokyo survivent et servent de base pour l'étude de ces documents. Malheureusement, d'autres erreurs de copie ont été introduites dans les années 1930-1940 quand ces versions ont été créées.

## Source
- Kobata, Atsushi and Mitsugu Matsuda. Ryukyuan Relations with Korea and South Seas Countries: An Annotated Translation of Documents in the Rekidai Hōan. Kyoto: Atsushi Kobata (éditeur), 1969. p. v-vii and "Concerning the Version of the Rekidai Hoan kept in the Higaonna Collection" (no page number).

## Source de la traduction
- (en) Cet article est partiellement ou en totalité issu de l’article de Wikipédia en anglais intitulé « Rekidai Hōan » (voir la liste des auteurs).